# 総社神社 (坂出市)
総社神社（そうじゃじんじゃ）は、香川県坂出市にある神社。讃岐国総社で、旧社格は郷社。

## 概要
古代、国司は各国内の全ての神社を一宮から順に巡拝していた。これを効率化するため、各国の国府近くに国内の神を合祀した総社を設け、まとめて祭祀を行うようになった。総社神社はそのうちの讃岐国の総社にあたる。
当社は坂出市東部の平地に位置し、讃岐国府からは北方約5.5kmの距離にある。社記の『讃岐国名勝図会』には「惣社大明神は阿野北郡林田郷松ヶ浦今は総社といふに鎮座す。御社、今は海汀とは五、六丁もへだたれど、今も御社の近きわたり深く掘りみれば貝のからなどいと多かるとて、昔は海辺なる事しるべし」と記されている。

## 祭神
- 伊弉諾尊 （いざなぎのみこと）
- 伊弉冉尊 （いざなみのみこと）
- 国中大小神祇 - 讃岐国内の神々。

## 歴史
社伝では延長4年（926年）の創建とする。創建後は讃岐国府の総社として毎年国司の奉幣を受けたという。
嘉慶年間（1387年-1389年）の兵火で社殿は焼失し、細川頼之により明徳元年（1390年）に再建された。その後衰退していたのを天文20年（1551年）に三好氏一族によって再興されたが、天正年間（1573年-1592年）に兵火で再び焼失した。そして、慶長2年（1597年）に新しく社殿が建てられたという。

## 境内
一の鳥居は県道186号線を渡り神社正面から伸びる道を進んだ突き当りに位置する。鳥居をくぐり右手には御旅所がある。

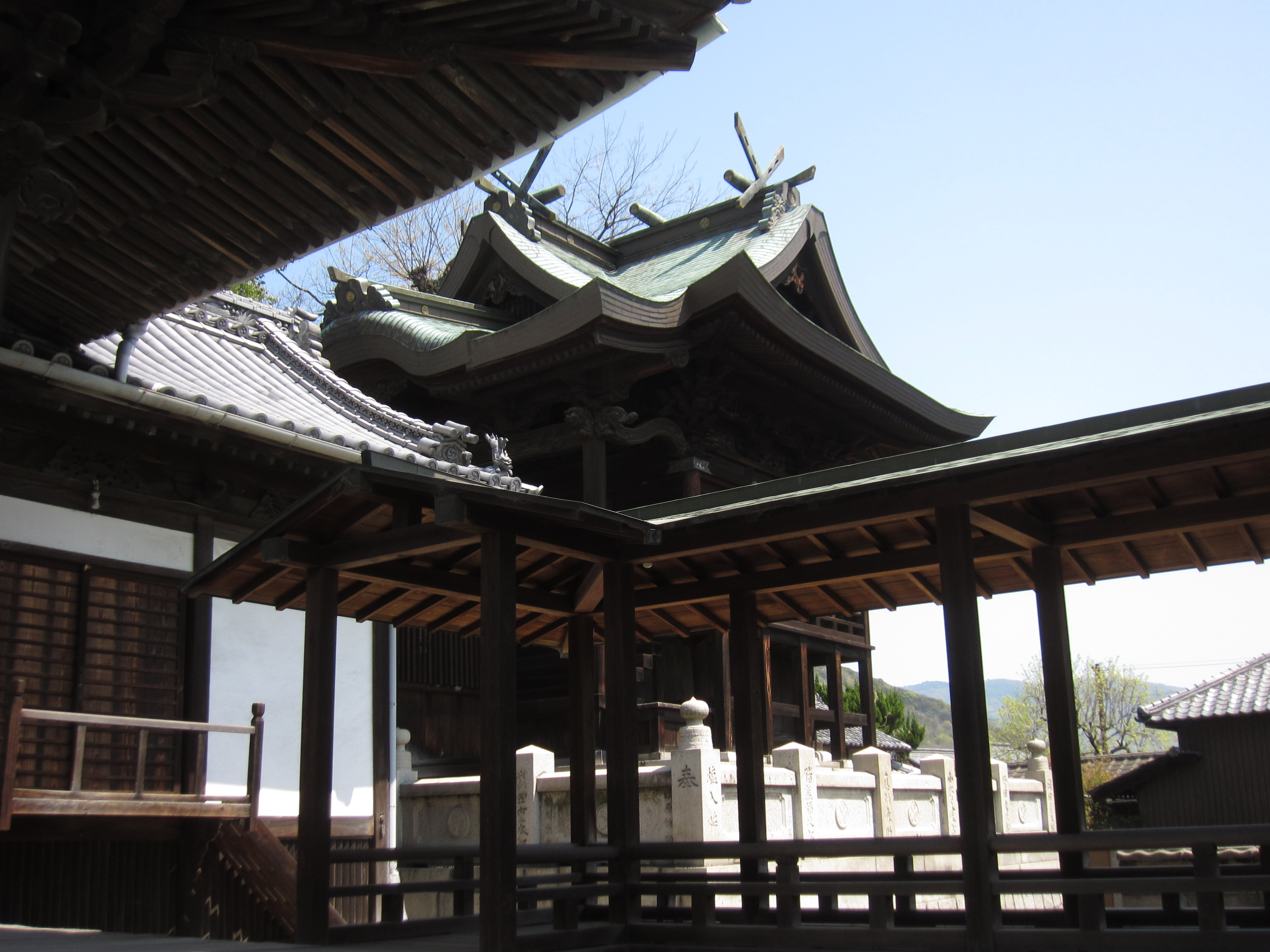
本殿
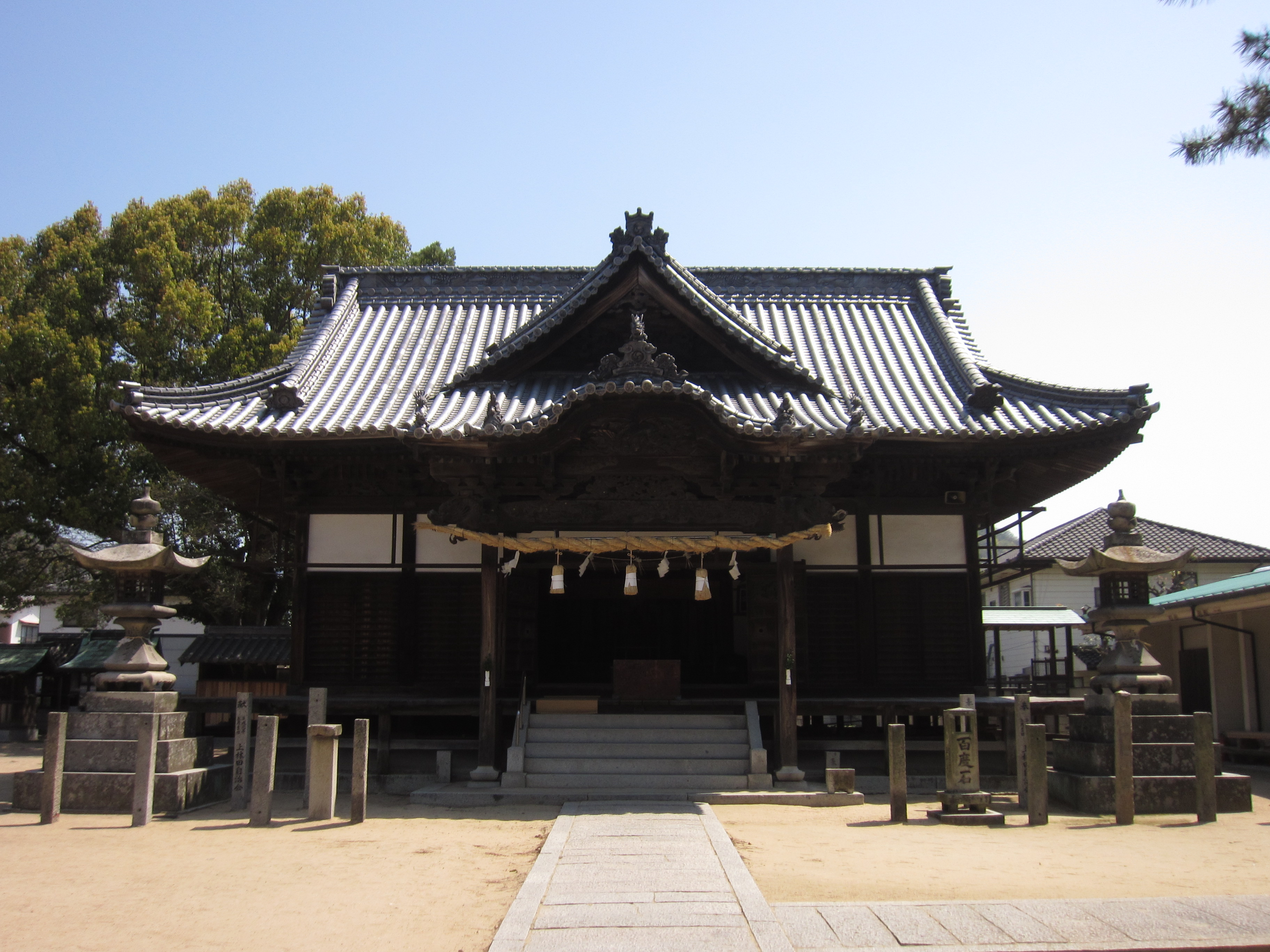
拝殿
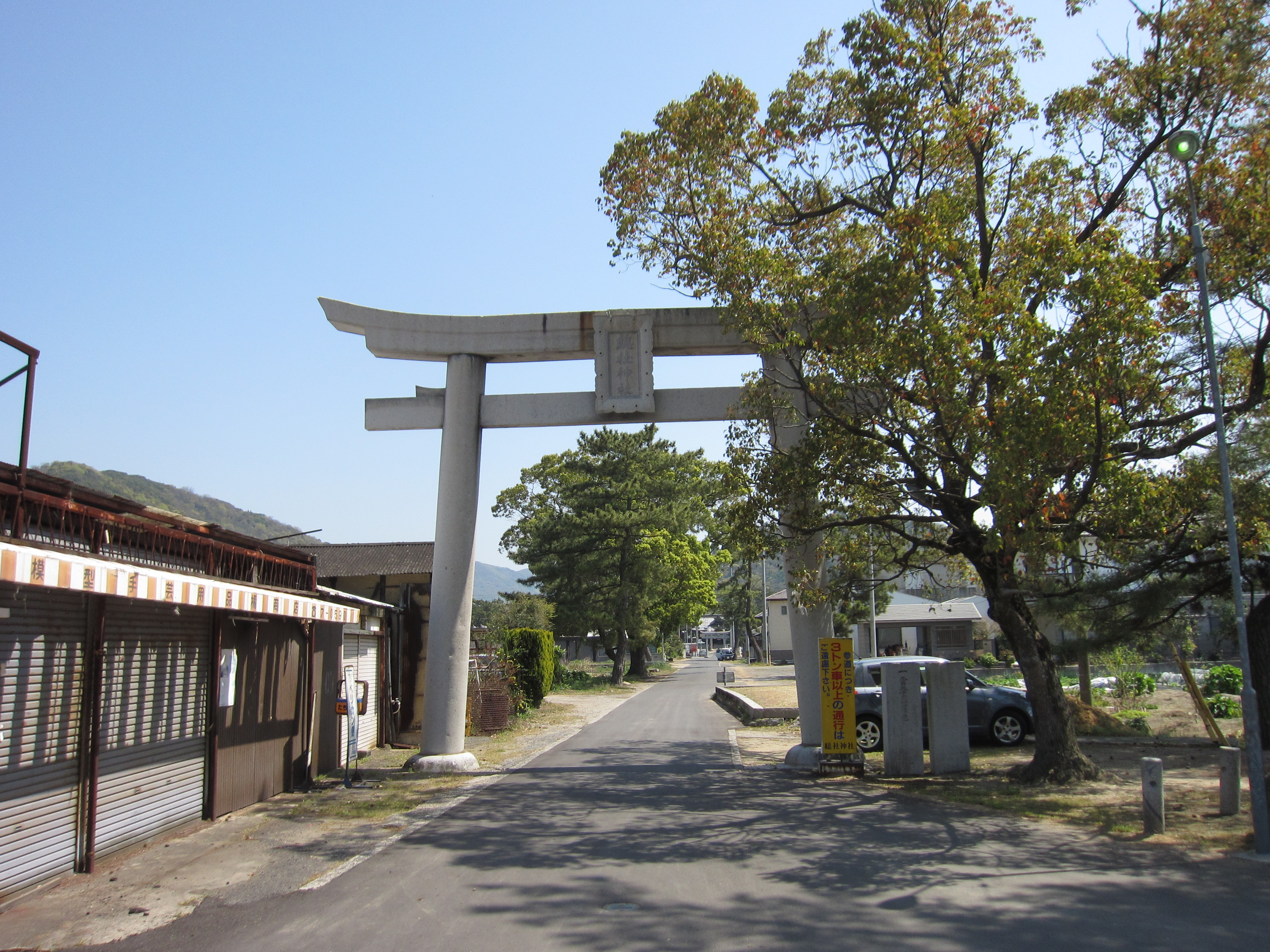
一の鳥居

## 摂末社
厳島神社ほか数社が境内に鎮座する。

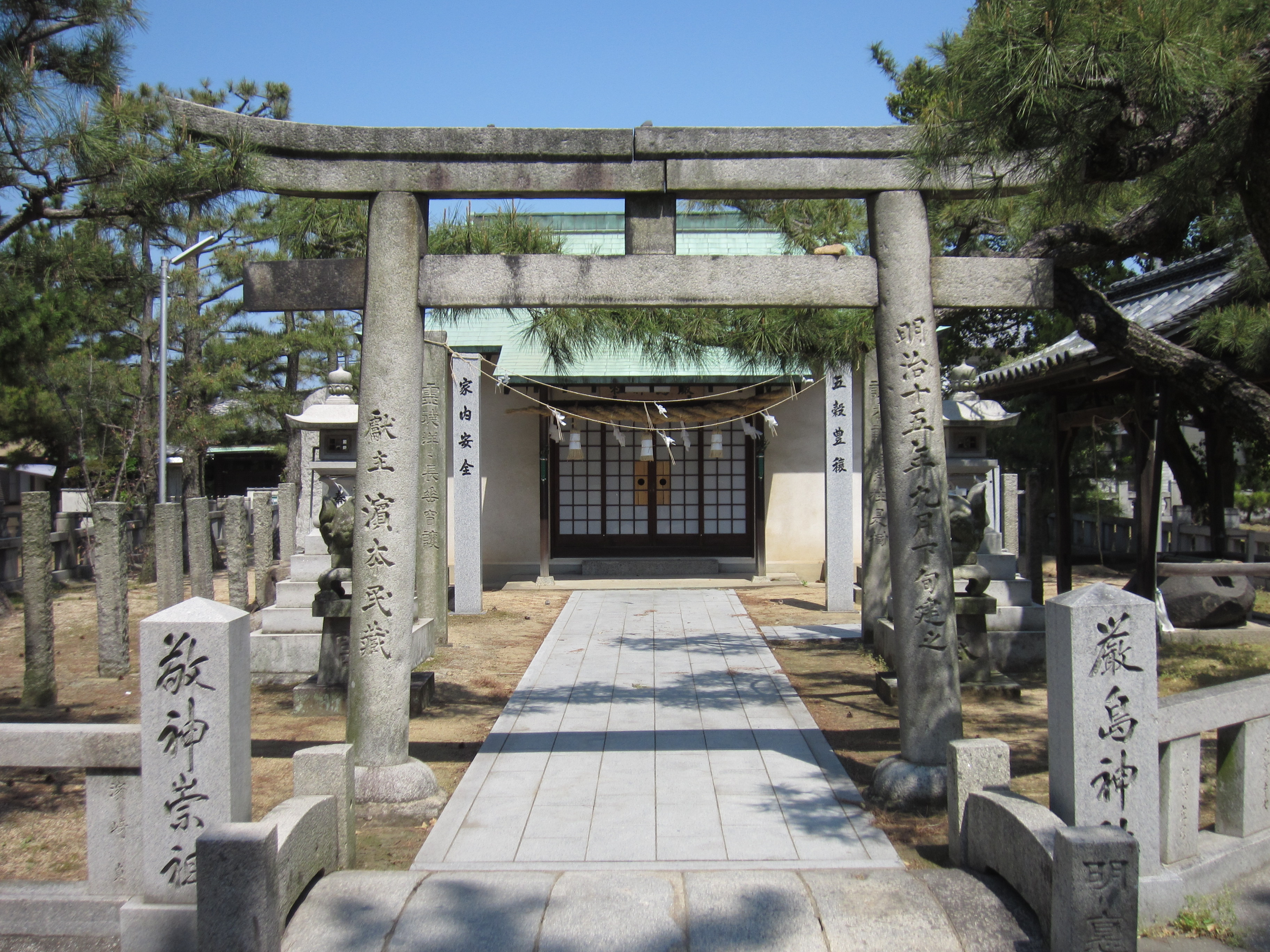
厳島神社
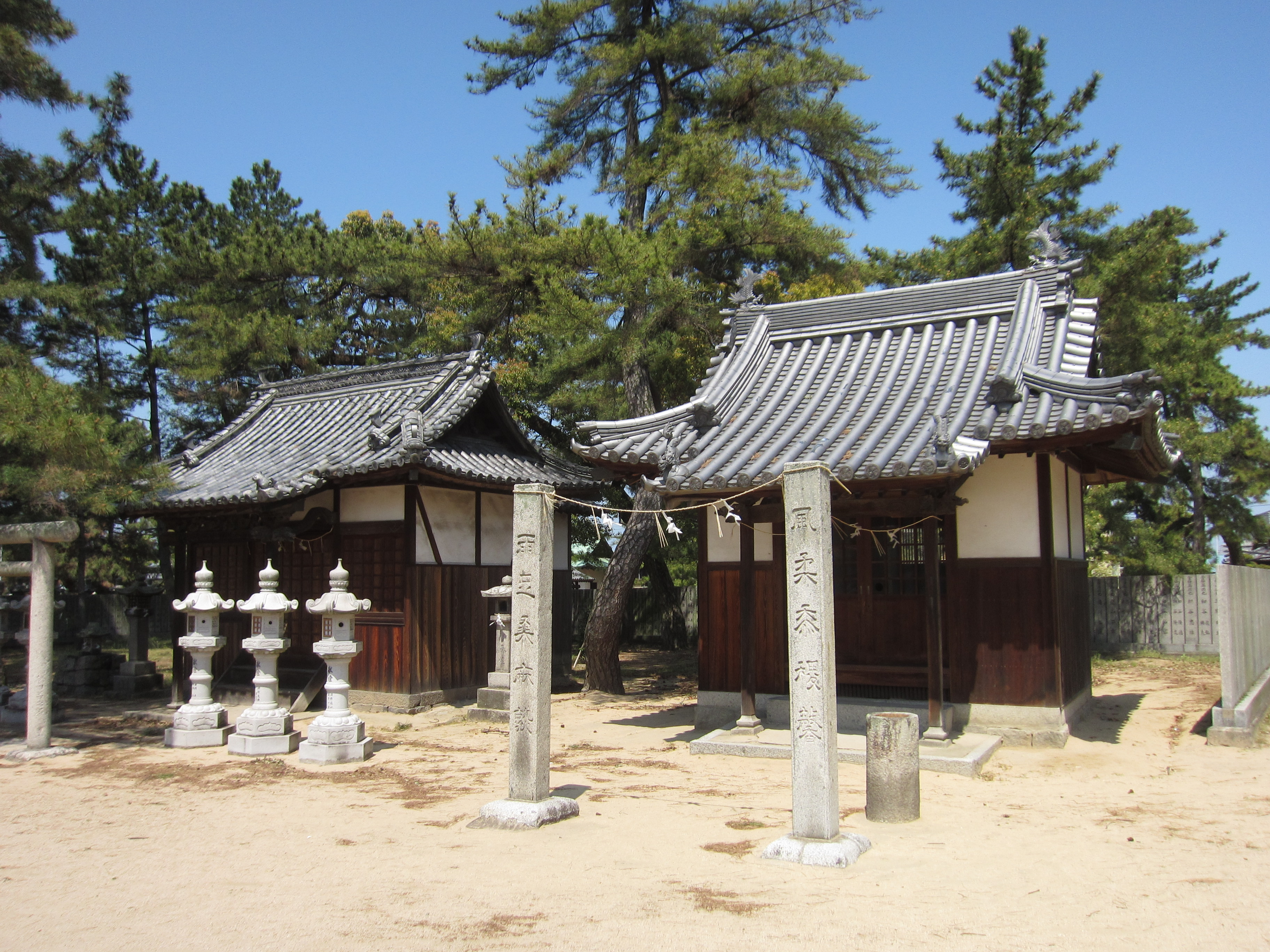
境内社

## 現地情報
所在地
- 香川県坂出市林田町惣社3001

交通アクセス
- 坂出駅（JR四国予讃線）から、琴参バスで「総社神社前」バス停下車

周辺
- 讃岐国府跡（北緯34度17分36.97秒 東経133度55分06.25秒 / 北緯34.2936028度 東経133.9184028度） - 南方約5.5km。